# Національна збірна Австралії з крикету
Національна збірна Австралії з крикету (англ. Australia national cricket team) являє Австралійський Союз у міжнародних тестових матчах, а також матчах ODI і Twenty20 з крикету. Поряд з Англією, Австралія є однією з двох перших тестових команд в історії гри. Команда також стала першим в історії учасником матчів за обома системами крикету з обмеженими овер — обидва рази австралійці суперничали з британцями. Збірна комплектується здебільшого гравцями внутрішніх австралійських змагань: Шеффілд Шілд, одноденний серії та ліги Біг Беш.
Команда провела 744 тестових матчу, виграла 350, поступилася в 194, 198 зустрічей завершилися нічиєю-дроу, 2 — нічиєю-тай. Австралійці займають четверте місце в тестовому рейтингу ICC, третє місце в рейтингу ODI і сьоме — в рейтингу Twenty20.
Австралійці взяли участь в 797 матчах з крикету ODI. На рахунку команда 490 перемог, 272 поразки, ще 26 ігор завершилися без результату. Австралія грала у фіналі чемпіонату світу ODI рекордні шість разів, чотири рази команда перемагала в турнірі (1987, 1999, 2003, 2007). Команда не програвала в 34 матчах світової першості поспіль. Двічі Австралія ставала переможцем Чемпіонс Трофі (2006, 2009).
Команда провела 39 міжнародних матчів за правилами Twenty20. Збірна грала у фіналі світового чемпіонату Twenty20 в 2010 році, де програла Англії.

## Тренерській штаб
- Головний тренер: Даррен Леманн
- Асистент, тренер бетменів: Майкл Ді Венуто
- Тренер фаст-боулеров: Аллістер де Вінтер
- Тренер польових: Стів Ріксон
- Силова підготовка: Стюарт Карппінен
- Физиотерапевт: Алекс Кунтуріс
- Менеджер: Гевін Доув
- Аналітик: Майкл Маршалл

## Екіпірування
У тестових матчах команда виступає в білій формі. Можливе використання поло, светри або безрукавки з жовто-зеленим V-подібним коміром. У домашніх тестових матчах на формі розміщується логотип компанії Commonwealth Bank , в гостьових — компанії Victoria Bitter. Зліва від спонсорського логотипу зображується емблема Cricket Australia. Одним з символом команди є кепка baggy green . На шоломі гравців також присутній логотип національної федерації. Технічним спонсором збірної нині виступає компанія ASICS . Біти, взуття, рукавички та інші елементи екіпіровки гравці підбирають самостійно.
У матчах з обмеженими овер Австралія, як правило, виступає в жовто-зелених кольорах. Домашній комплект для матчів Twenty20 включає чорну форму з жовтими і зеленими смужками. Спонсором команди в домашніх матчах ODI виступає Carlton Mid, в домашніх матчах Twenty20 — KFC , в гостьових матчах обох форматів — Victoria Bitter.